# Departamento San Salvador
San Salvador es un departamento de la provincia de Entre Ríos en la República Argentina. Es el más pequeño y más nuevo de la provincia con una superficie de 1282 km² y el tercero menos poblado, con 20 854 habitantes , según los datos definitivos del censo de 2022 (INDEC). 
Limita al oeste con el departamento Villaguay, al norte con el departamento Federal, al sur con el departamento Colón y al este con el departamento Concordia.
San Salvador es el corazón de la cuenca arrocera nacional, es la actividad que marca su identidad y lo que le valió para convertirse en el 17.º departamento entrerriano. Entre Ríos reúne el 77 % de la industria derivada del arroz en Argentina, una gran mayoría se ubica en el departamento.
Es uno de los departamentos entrerrianos con mayor índice de acceso a los servicios básicos.
De acuerdo a la metodología utilizada por el INDEC para los censos de 2001 y 2010 el departamento San Salvador comprendió 2 localidades: General Campos, San Salvador.

## Historia
El 21 de junio de 1979 la intervención militar de la provincia sancionó y promulgó la ley N.º 6378 que rectificó y precisó los límites interdepartamentales. El límite entre los departamentos Colón y Villaguay fue modificado transfiriendo un sector del distrito Lucas al Sud del departamento Villaguay que era parte del ejido municipal de San Salvador, al distrito Quinto del departamento Colón, del que hacía parte el resto del ejido. Aunque el decreto-ley N.º 6378 perdió eficacia el 10 de diciembre de 1987 al no ser prorrogada su vigencia, los límites quedaron legalmente retrotraídos a los existentes al 24 de marzo de 1976 (excepto los legislados posteriormente en democracia). Sin embargo, los organismos públicos provinciales y nacionales continuaron utilizando los límites dispuestos por ese decreto-ley sin revertir a los límites previos.
Para su creación mediante la ley provincial n.º 8981 sancionada el 8 de diciembre de 1995, se separaron partes de los departamentos: Villaguay, Colón y Concordia.
- Distrito Arroyo Grande: fue formado con la totalidad del distrito Quinto del departamento Colón;
- Distrito General Campos: fue formado con los sectores de los distritos Yeruá y Yuquerí separados del departamento Concordia;
- Distrito las Colonias: fue formado con los sectores de los distritos Tercero y Cuarto separados del departamento Colón;
- Distrito Walter Moss: fue formado con los sectores de los distritos Lucas al Norte y Lucas al Sud separados del departamento Villaguay.

Los pedidos de los habitantes de la región para la creación de este departamento comenzaron en la década de 1960. Con el advenimiento de la democracia en Argentina el movimiento surgió con mayor fuerza, pero la creación del departamento se concretó en la mitad de los años 1990. En 1995 comenzó a darse forma real al proyecto de creación del departamento San Salvador, pero muchos de los puntos expuestos no fueron bien recibidos en Villaguay, en donde incluso se realizaron protestas callejeras. Finalmente el proyecto, presentado por los diputados provinciales Hugo Oscar Berthet (PJ) y Carmen Reynoso de Vinacur (UCR), fue aprobado en la Cámara de Senadores a la 01:30 del 6 de diciembre de 1995.

## Gobiernos locales

### Municipios
| Municipio      | Población (2010) |
| -------------- | ---------------- |
| San Salvador   | 13 228           |
| General Campos | 3149             |

### Centros rurales de población
Los centros rurales de población gobernados por juntas de gobierno son:
Tercera categoría
- Colonia Baylina: población rural dispersa.
- San Ernesto: población rural dispersa.

Cuarta categoría
- Colonia Oficial N.º 5: creado el 30 de diciembre de 2000.[13][14] Población rural dispersa.
- Walter Moss: creado el 7 de diciembre de 2000.[15] Población rural dispersa.

Los integrantes de las juntas de gobierno fueron designados por decreto del gobernador hasta que fueron elegidos por primera vez el 23 de noviembre de 2003, sin embargo, dado que los circuitos electorales en algunos casos no coinciden con las jurisdicciones de las juntas de gobierno algunas de ellas siguen siendo designadas por decreto mientras que otras se agrupan para elegir una sola junta. En este último caso el gobierno se reserva el derecho de realizar posteriormente la designación de la o las juntas subsumidas. Las de Colonia Baylina y de San Ernesto comparten un mismo circuito electoral y fueron designadas por decreto hasta que Colonia Baylina fue elegida en el circuito conjunto en las elecciones de 23 de octubre de 2011 y 25 de octubre de 2015, mientras que San Ernesto fue designada por los decretos n.º 256/2012 MGJ del 15 de febrero de 2012 y 188/2016 MGJ del 10 de febrero de 2016. La de Colonia Oficial N.º 5 fue elegida en las elecciones del 23 de noviembre de 2003, 23 de octubre de 2011 y 25 de octubre de 2015, pero designada por decreto n.º 1173 MGJEOySP del 5 de marzo de 2008.
Los circuitos electorales utilizados para las elecciones de las juntas de gobierno son (CIRCUITO ELECTORAL: junta de gobierno):
- 312 Walter Moss:[20] incluye el área no organizada de Colonia La Perla del distrito General Campos, no incluida en la junta de gobierno de Walter Moss.
- 313 Colonia Oficial N.º 5:[21] incluye el área no organizada de ubicada al este de General Campos y al norte de la ruta nacional 18, no incluida en la junta de gobierno de Colonia Oficial N.º 5.
- 314 Las Colonias (Colonia Baylina - San Ernesto)[22]

El circuito electoral 315-Arroyo Grande corresponde a un área no organizada del distrito Arroyo Grande en las que no se elige un gobierno local.

## Distritos
El departamento San Salvador fue dividido en cuatro distritos mediante el decreto n.º 4337/1996 de 14 de noviembre de 1996.
| Código - Distrito     | Área (en km²) |
| --------------------- | ------------- |
| 1701 - Walter Moss    | 366,29        |
| 1702 - General Campos | 316,97        |
| 1703 - Arroyo Grande  | 421,54        |
| 1704 - Las Colonias   | 254,48        |

- Distrito Arroyo Grande: comprende:
  - ejido municipal de San Salvador
  - área no incorporada a un gobierno local (2 sectores)
- Distrito General Campos: comprende:
  - ejido municipal de General Campos
  - área jurisdiccional del centro rural de población de Colonia Oficial n.º 5
  - área no incorporada a un gobierno local
- Distrito Las Colonias: comprende:
  - áreas jurisdiccionales de los centros rurales de población de Colonia Baylina y de San Ernesto
- Distrito Walter Moss: comprende:
  - área jurisdiccional del centro rural de población de Walter Moss.[25]

## Demografía
Cuenta con 20 854 habitantes (Indec, 2022), lo que representa un incremento del 20,1% frente a los 17 357 habitantes (Indec, 2010) del censo anterior.
La población se encuentra repartida en 10 551 mujeres y 10 303 hombres, con un índice de masculinidad de 97,6 hombres por cada 100 mujeres. 
La edad mediana de la población es de 31 años (32 años entre las mujeres y 30 años entre los hombres).
El 11,6% de la población tiene más de 65 años (frente al 10,6% en 2010), y el 2,7% de la población tiene más de 80 años (frente al 2,3% en 2010)
De las personas residentes en el departamento, unas 1 628 nacieron en otra provincia, y unas  145 lo hicieron fuera del país, siendo los grupos de inmigrantes más numerosos los provenientes de:
- Uruguay: 33 personas
- Bolivia: 17 personas
- Colombia: 8 personas
- China: 8 personas
- Paraguay: 7 personas

Según el Censo 2010 el departamento tenía 17 357 habitantes, un 7,7 % más que en 2001, y un densidad de 13,5 hab/km². Con 8.654 varones y 8.703 mujeres, índice de masculinidad es del 99,4 %. Solo el 0,2 % es de origen extranjero.
El 92,1 % de los hogares del departamento tiene agua corriente y el 78,4 % cloacas, que lo convierten en uno de los departamentos de mayor acceso a estos servicios.

### Educación
En el departamento hay 22 escuelas primarias públicas y una de gestión privada, 6 escuelas de nivel secundario (1 escuela técnica y 1 agrotécnica) y 1 instituto terciario.
Según el censo de 2010, el analfabetismo es del 2,7 % y el 42,7 % de la población de 3 años y más utiliza computadora.

### Salud
En la ciudad de San Salvador hay un Hospital regional de IV categoría y dos centros de salud. Completa la cobertura de salud del departamento un Hospital en General Campos.

## Áreas naturales protegidas
Como parte del Sistema Provincial de Áreas Protegidas se halla en el departamento la reserva natural Magariños, de 250 ha, que fue creada en 2001.
El Palmar Yatay es un área natural protegida ubicada en los departamentos Colón y San Salvador. Fue designada el 5 de junio de 2011 sitio Ramsar n.º 1969, el vigésimo en Argentina. Contiene humedales de varios tipos, como selvas en galería, bajos inundables y lagunas temporarias.
El área de conservación denominado "Espacio Nativo", ubicado en el sector noroeste de la ciudad de San Salvador fue de declarado de protección municipal según el decreto N.º 630/06.

## Senadores provinciales por el departamento San Salvador
- 1999-2003: Juan Carlos Arralde (UCR)
- 2003-2007: Hugo Oscar Berthet (PJ)
- 2007-2011: Horacio Rubén Díaz (FpVyJS)
- 2011-2015: Victor Hugo Vilhem (PJ - FPV)[38]
- 2015-2019: Lucas Larrarte (PJ - FPV)[39]
- 2019-2023: Marcelo Berthet (PJ - CREER).